# Сирл, Джеки
Дже́ки Сирл (англ. Jackie Searl, иногда в титрах как Jackie Searle и Jack Searl; 7 июля 1921, Анахайм, Калифорния — 29 апреля 1991, Лос-Анджелес, Калифорния) — американский актёр кино и телевидения, начавший сниматься в восемь лет.

## Биография
Джеки Сирл родился 7 июля 1921 года в городе Анахайм (штат Калифорния, США). С трёх лет начал играть в лос-анджелесских радиопередачах, в возрасте восьми лет впервые появился на киноэкране и с 1929 по 1942 год снялся в нескольких десятках фильмов. С 1942 по 1946 год служил в армии радио-инструктором. После войны вернулся в кинематограф, но был уже далеко не так востребован, как в 1930-х: с 1947 по 1949 год он появился лишь в семи лентах, после чего решил зарабатывать себе на жизнь другими способами. В 1960 году Сирл, после одиннадцатилетнего перерыва, снова стал сниматься, преимущественно в телесериалах. К этому времени у него был собственный бизнес (производство контейнеров для импортируемых швейных машинок), по собственным словам, «удивительно успешный». В 1969 году 48-летний актёр окончательно оставил кино.
В первой, «детской», половине карьеры амплуа Сирла были «несносный визгун, хулиган; ребёнок, которого все хотят отшлёпать». Во второй, «взрослой телевизионной», он играл второстепенных злодеев.
Джеки Сирл скончался 29 апреля 1991 года в Лос-Анджелесе, в районе Санленд-Таханга.

## Избранная фильмография
За свою карьеру Сирл появился почти в сотне фильмов и телесериалов, в том числе в 16 случаях без указания в титрах.

### Широкий экран
- 1930 — Армейский парад[англ.] / Paramount on Parade — ученик (в титрах не указан)
- 1930 — Том Сойер / Tom Sawyer — Сид Сойер
- 1931 — Скандальная хроника[англ.] / Scandal Sheet — Маленький Уилсон
- 1931 — Скиппи / Skippy — Сидни
- 1931 — Рассвет[англ.] / Daybreak — Огаст
- 1931 — Гекльберри Финн / Huckleberry Finn — Сид Сойер
- 1931 — Суки[англ.] / Sooky — Сидни Сондерс
- 1932 — Отважные любовники[англ.] / Lovers Courageous — Вилли в детстве
- 1932 — Чудесный человек[англ.] / The Miracle Man — мальчик на ж/д станции Мидвилл (в титрах не указан)
- 1933 — Топаз[англ.] / Topaze — Шарлеман де Ла Тур Ла Тур
- 1933 — Алиса в Стране чудес / Alice in Wonderland — Соня
- 1934 — Убийство на школьной доске[англ.] / Murder on the Blackboard — Леланд Стэнфорд Джонс
- 1934 — Большие надежды[англ.] / Great Expectations — Герберт Покет в детстве
- 1934 — Порочная женщина / A Wicked Woman — Кёртис в детстве
- 1935 — Джинджер[англ.] / Ginger — Гамильтон Паркер
- 1936 — Маленький лорд Фонтлерой[англ.] / Little Lord Fauntleroy — Том
- 1938 — Тот самый возраст / That Certain Age — Тони
- 1939 — Ангелы умываются[англ.] / The Angels Wash Their Faces — Альфред Гунплац[3]
- 1940 — Моя цыпочка[англ.] / My Little Chickadee — бой (юноша-слуга, рассыльный)
- 1941 — Золотые копыта[англ.] / Golden Hoofs — угрюмый водитель (в титрах не указан)
- 1941 — Гламурный мальчик[англ.] / Glamour Boy — Джорджи Клемонс
- 1947 — Легендарные Дорси[англ.] / The Fabulous Dorseys — Джо (в титрах не указан)
- 1948 — Невеста сходит с ума[англ.] / The Bride Goes Wild — официант в водолазном костюме (в титрах не указан)
- 1948 — Опасность[англ.] / Hazard — общественный защитник[англ.]
- 1948 — Помимо славы[англ.] / Beyond Glory — лейтенант Браун (в титрах не указан)
- 1948 — Бледнолицая[англ.] / The Paleface — Джаспер Мартин
- 1949 — Застава в Марокко / Outpost in Morocco — легионер (в титрах не указан)
- 1962 — Кушетка[англ.] / The Couch — Белмонт (в титрах не указан)
- 1964 — Прогулка с тиграми[англ.] / A Tiger Walks — советчик шерифа (в титрах не указан)
- 1967 — Развод по-американски[англ.] / Divorce American Style — муж (в титрах не указан)

### Телевидение
- 1960 — Речная лодка[англ.] / Riverboat — полицейский (в эпизоде The Quota)
- 1960 — Бэт Мастерсон[англ.] / Bat Masterson — мистер О’Брайан (в эпизоде A Time to Die)
- 1961 — Маверик / Maverick — Уилбур Смайли Дрейк (в эпизоде Substitute Gun[англ.])
- 1961 — Стрелок[англ.] / The Rifleman — Том (в эпизоде The Mescalero Curse)
- 1961—1962 — Бронко[англ.] / Bronco — разные роли (в 2 эпизодах)
- 1961, 1963 — Перри Мейсон / Perry Mason — разные роли (в 2 эпизодах)
- 1961, 1963 — Сыромятная плеть / Rawhide — разные роли (в 2 эпизодах)
- 1961, 1963 — Лесси / Lassie — разные роли (в 2 эпизодах[англ.])
- 1962 — Судебный исполнитель[англ.] / Lawman — Скользкий (в эпизоде The Tarnished Badge)
- 1962, 1969 — Дымок из ствола / Gunsmoke — разные роли (в 2 эпизодах[англ.])
- 1963 — Час Альфреда Хичкока / The Alfred Hitchcock Hour — Ники Лонг (в эпизоде A Home Away from Home)
- 1963 — Караван повозок[англ.] / Wagon Train — Мэнни (в эпизоде The Myra Marshall Story[англ.])
- 1963 — Флот МакХейла[англ.] / McHale's Navy — сержант Флинн (в эпизоде The Happy Sleepwalker)
- 1964 — Гомер Куча, морпех[англ.] / Gomer Pyle, U.S.M.C. — клерк (в эпизоде The Case of the Marine Bandit)
- 1964, 1966 — Шоу Люси / The Lucy Show — разные роли (в 2 эпизодах[англ.])
- 1965 — Станция Юбочкино[англ.] / Petticoat Junction — Джек Халл (в эпизоде Modern Merchandising[англ.])
- 1965 — Дикий, дикий Вест[англ.] / The Wild Wild West — пилот (в эпизоде The Night of a Thousand Eyes[англ.])
- 1965 — Ларедо[англ.] / Laredo — станционный агент (в эпизоде The Golden Trail, в титрах не указан)
- 1967 — Симаррон Стрип[англ.] / Cimarron Strip — Джек (в эпизоде The Deputy)
- 1967—1969 — Высокий кустарник[англ.] / The High Chaparral — разные роли (в 3 эпизодах)
- 1968 — Защитник Джадд[англ.] / Judd, for the Defense — Гибсон Грант (в эпизоде The Name of This Game Is Acquittal)
- 1968—1969 — Бонанза / Bonanza — разные роли (в 2 эпизодах[англ.])
- 1969 — Стволы Уилла Соннетта[англ.] / The Guns of Will Sonnett — монах (в эпизоде Trail's End)